# アルムガルト・フォン・リートベルク

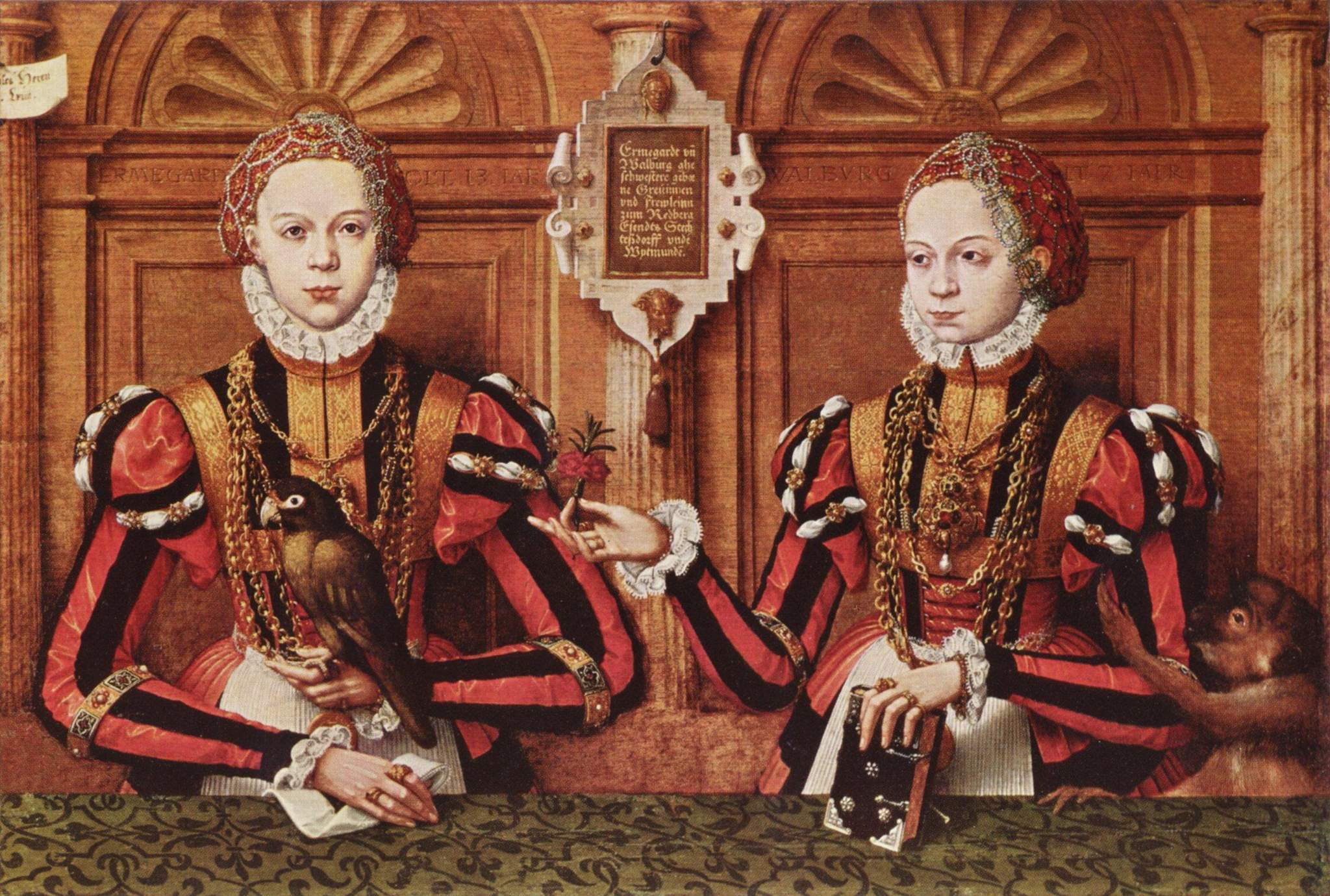
アルムガルト（左）と妹のヴァルブルギス、ヘルマン・トム・リンク（Hermann tom Ring）による家族肖像画の一部

アルムガルト・フォン・リートベルク（Armgard von Rietberg, 生年不明 - 1584年7月13日）は、ドイツ・ヴェストファーレン地方の小領邦の女子相続人。リートベルク女伯（1565年 - 1584年）。

## 生涯
リートベルク伯ヨハン2世とその妻アグネス・フォン・ベントハイム・ウント・シュタインフルトの間の長女として生まれた。1562年に父が死ぬと幼くして所領を相続し、母が1565年まで摂政を務めた。1568年1月3日にホーヤ伯エーリヒ5世と最初の結婚をしたが、1575年に死別。1576年9月27日に妹のヴァルブルギスとの間で家領を分割し、妹にハーリンガーラント領を譲り、自身はリートベルク領を保持した。
1578年6月27日にリッペ伯ジーモン6世と再婚した。2度の結婚で子供はなく、1584年に死去すると、リートベルク領は妹ヴァルブルギスが相続し、旧リートベルク伯領は再統合された。